# Христов монограм
Христов монограм, или Лабарум (☧), се састоји од прва два грчка слова у речи Христос (грч. ΧΡΙΣΤΟΣ, или Χριστος), слова Χ (Хи) и Ρ (Ро). Први пут га је употребио римски цар Константин Велики. 
Слово Ρ се често приказује тако да подсећа на пастирски штап, а слово Χ да подсећа на крст, представљајући Исуса Христа као доброг пастира своје пастве, хришћанске цркве. 
На путу за Рим, Константин је доживео мистично искуство након кога се отворено определио за хришћанску веру. По Лактанцију, чији је спис „О смрти прогонитеља“ настао већ око 317/8. год, Константину је у сну, у ноћи која је претходила бици код Милвијског моста, наложено да на штитове својих војника стави слово Х са вертикалном цртом закривљеном при врху тако да формира христорам. По Константиновом биографу епископу Евсевију Цезарејском, који је цареву биографију саставио нешто после 337. године, цар му је лично и под заклетвом неколико година касније испричао читав догађај. По Евсевијевој причи у Vita Constantini, цар се молио Богу кога је поштовао и његов отац и наредног дана на небу, изнад сунца, Константин и његова војска су угледали светлосни крст са натписом „овим побеђуј“ (грч. τουτο νικα). Цар није био сигуран у значење визије док га у сну није посетио Христ и препоручио му да направи војни стег у облику знака виђеног на небу и искористи га у бици. Сутрадан, Константин је наредио да се искује војни стег (labarum) са венцем на врху у коме се налазила спојена грчка слова Χ и Ρ у виду Христовог монограма. Након тога, цар је одлучио да следи Бога који му се указао и окупио је око себе хришћанске свештенике од којих је затражио да га упуте у Христову веру.
Касније се Константин Велики појавио као посредник и сазвао је Први васељенски сабор у Никеји 325. године. На почетку заседања обратио се сабору апелујући на слогу.

## У популарној култури
- Украјински боксер тешкаш Олександар Усик је на свом шорцу носио овај знак приликом борбе и победе за обједињене титуле у супертешкој категорији против актуелног шампиона Ентонија Џошуе 25. септембра 2021. године.
- Квотербек Лас Вегас рејдерса Дерек Кар има истетовиран христов монограм на зглобу бацачке руке.
- Амерички конзервативни подкастер и политички коментатор Мет Волш има на десној руци истетовиран Хи-Ро.

## Галерија
- Знак Хи-Ро
- Христов монограм, руски манастир, Јерусалим
- Христов монограм, на застави на руском подворју (Православно палестинско друштво), Јерусалим
- Константинопољски саркофаг са знаком, Париз
- Мозаик на базилици Сан Клементе, Рим
- Знак Хи-Ро, Јерусалим
- Знак ана згради гробља, Француска
- Мозаик са знаком Хи-Ро, Британски музеј
- Знак Хи-Ро, Милано
- Христов монограм на кованом новцу, у доба Константина Великог
- Знак на кованом новцу, у време Јустина II
- Репродукција фреске, са Христовим монограмом у средини, из Нишке ранохришћанске некрополе